# Krasnoarmeiski (Txukotka)
|  | Per a altres significats, vegeu «Krasnoarmeiski». |

Krasnoarmeiski (en rus, Красноармейский) és un possiólok deshabitat del districte autònom de Txukotka, a Rússia. Es troba a 100 km a l'est de Pevek.